# Castillo de Cañamero
El castillo de Cañamero era una fortaleza musulmana (Hisn) situada en el risco que domina el casco urbano de Cañamero, pueblo perteneciente a la provincia de Cáceres, Extremadura. Actualmente solo se pueden observar algunos restos de sus cimientos realizados con cal y cantos.
Este  castillo roquero se erigió en un lugar fronterizo con el territorio de los montes toledanos, donde los bereberes Nafza, una tribu musulmana que se encontraba alrededor del río Ruecas cultivando cáñamo, construyeron un Hisn que en 1218 estaba ya despoblado, siendo posteriormente ocupado por las huestes del príncipe leonés D. Sancho Fernández hasta 1220. En 1222 pertenecía al noble toledano D. Alfonso Téllez de Meneses. En 1461 el rey Enrique IV de Castilla ordenó el derribo del castillo al concejo de Trujillo y prohibió que se reconstruyera nueva torre o castillo, ya que era utilizado como refugio para asaltar a los peregrinos y abastecedores del recién creado Monasterio de Guadalupe.